# Lista de episódios de Sherlock
|                                                                                                  |  |  |
| Benedict Cumberbatch (esquerda) e Martin Freeman (direita) durante as filmagens da 1.ª temporada |  |  |

Sherlock é uma série britânica do gênero drama policial, que apresenta uma adaptação contemporânea das histórias do detetive Sherlock Holmes, escritas por Arthur Conan Doyle. A série criado por Steven Moffat e Mark Gatiss, é estrelada por Benedict Cumberbatch como Sherlock Holmes e Martin Freeman como Dr. John Watson. A primeira temporada de três episódios foi ao ar em 2010, enquanto a segunda temporada foi ao ar em 2012, e uma terceira temporada foi ao ar no primeiro trimestre de 2014. A terceira temporada se tornou série de drama mais visto do Reino Unido desde 2001. Um único episódio foi ao ar em 2016, como um especial na era vitoriana. Sherlock foi vendido para mais de 200 territórios.
Sherlock retrata um "detetive consultor", Holmes, auxiliando a Polícia Metropolitana, principalmente Detetive Inspetor Lestrade Greg (Rupert Graves), na resolução de vários crimes. Holmes é assistido pelo seu colega de quarto, o Dr. John Watson, que voltou do serviço militar no Afeganistão. Embora a série descreve uma variedade de crimes e criminosos, o conflito de Holmes com seu "arqui-inimigo" Mycroft Holmes (irmão de Holmes) e também com Jim Moriarty (Andrew Scott) são recursos recorrente. Molly Hooper (Louise Brealey), um patologista no Hospital de Bart ocasionalmente auxilia Holmes em seus casos. Outros papéis recorrentes incluem Una Stubbs como Mrs Hudson, senhoria de Holmes e Watson; e o co-criador Mark Gatiss como o irmão de Sherlock, Mycroft Holmes. A partir de 1 de janeiro de 2016, 10 episódios de Sherlock  foram ao ar, incluindo um especial, concluindo a terceira temporada.

## Resumo
| Temporada | Temporada | Episódios | Exibição original    | Exibição original     | Audiência (em milhões) | Audiência (em milhões) |
| Temporada | Temporada | Episódios | Estreia da temporada | Final da temporada    | RU                     | EUA                    |
| --------- | --------- | --------- | -------------------- | --------------------- | ---------------------- | ---------------------- |
|           | 1         | 3         | 25 de julho de 2010  | 8 de agosto de 2010   | —                      | —                      |
|           | 2         | 3         | 1 de janeiro de 2012 | 15 de janeiro de 2012 | 10,23                  | 4,4                    |
|           | 3         | 3         | 1 de janeiro de 2014 | 12 de janeiro de 2014 | 11,82                  | 6,6                    |
|           | Especial  | Especial  | 1 de janeiro de 2016 | 1 de janeiro de 2016  | 11,64                  | 3,4                    |
|           | 4         | 3         | 1 de janeiro de 2017 | 22 de janeiro de 2017 | 10,00                  | —                      |

## Episódios

### 1.ª temporada (2010)
O primeiro episódio, A Study in Pink, adaptado a partir do primeiro romance de Sherlock Holmes A Study in Scarlet, foi escrito por Steven Moffat e realizado por Paul McGuigan. Este episódio mostra a apresentação de Holmes a Watson e como os dois começaram a partilhar um apartamento em Baker Street em Londres. A sua primeira investigação em conjunto leva-os a seguir uma série de mortes que inicialmente têm as características de suicídios, mas, mais tarde chegam à conclusão de que se trata de o trabalho de um assassino em série. Este episódio foi transmitido pela BBC e BBC HD a 25 de julho de 2010.
O segundo episódio The Blind Banker, foi transmitido a 1 de agosto de 2010. Foi escrito por Stephen Thompson e realizado por Euros Lyn. Neste episódio, Holmes é contratado por um velho amigo para investigar um assalto misterioso a um banco no centro financeiro de Londres. Depois de algumas mortes onde o assassino apanhou as suas vítimas em circunstâncias semelhantes, Holmes acaba por ligar os assassínios a um gang chinês.
A primeira série terminou com The Great Game, que foi transmitido a 8 de agosto de 2010. O episódio marca a estreia da personagem Jim Moriarty na série. O arqui-inimigo de Holmes obriga o detetive a resolver uma série de casos que, aparentemente, não têm qualquer ligação entre si. Se não o fizer, Moriarty ameaça matar dezenas de pessoas em Londres através de bombas que coloca em alguns habitantes da cidade. O episódio foi escrito por Mark Gatiss e realizado, mais uma vez, por Paul McGuigan. The Great Game termina com um suspense no qual Sherlock ameaça fazer explodir uma bomba removida de John Watson momentos antes e, assim, matar Moriarty, ele próprio e Watson.
| N.º geral | N.º na temp. | Título                                | Dirigido por  | Escrito por      | Exibição original                                    | Audiência (milhões) |
| --- | ------------ | ------------------------------------- | ------------- | ---------------- | ---------------------------------------------------- | ------------------- |
| 1 | 1            | "A Study in Pink" "Um Estudo em Rosa" | Paul McGuigan | Steven Moffat    | 25 de julho de 2010 (RU) 24 de outubro de 2010 (EUA) | 8,70 (RU) N/A (EUA) |
| Sherlock Holmes é apresentado ao ex-médico do exército, Dr. John Watson, a quem convence a ajudá-lo a resolver misteriosos de assassinatos. O seu primeiro trabalho juntos é um que parece, para a polícia, como casos ligados de suicídios. |              |                                       |               |                  |                                                      |                     |
| 2 | 2            | "The Blind Banker" "O Banqueiro Cego" | Euros Lyn     | Stephen Thompson | 1 de agosto de 2010 (RU) 31 de outubro de 2010 (EUA) | 7,74 (RU) N/A (EUA) |
| Sherlock e Watson trabalham para decifrar os símbolos mortais que estão cobrindo as paredes por toda Londres, matando a todos que os veem dentro de poucas horas, antes que mais um sucumba diante do misterioso Black Lotus.                |              |                                       |               |                  |                                                      |                     |
| 3 | 3            | "The Great Game" "O Grande Jogo"      | Paul McGuigan | Mark Gatiss      | 8 de agosto de 2010 (RU) 7 de novembro de 2010 (EUA) | 8,66 (RU) N/A (EUA) |
| Sherlock investiga a morte de um jovem funcionário público, e logo acaba em uma batalha de inteligência com desafios cada vez maiores para o detetive.                                                                                       |              |                                       |               |                  |                                                      |                     |

### 2.ª temporada (2012)

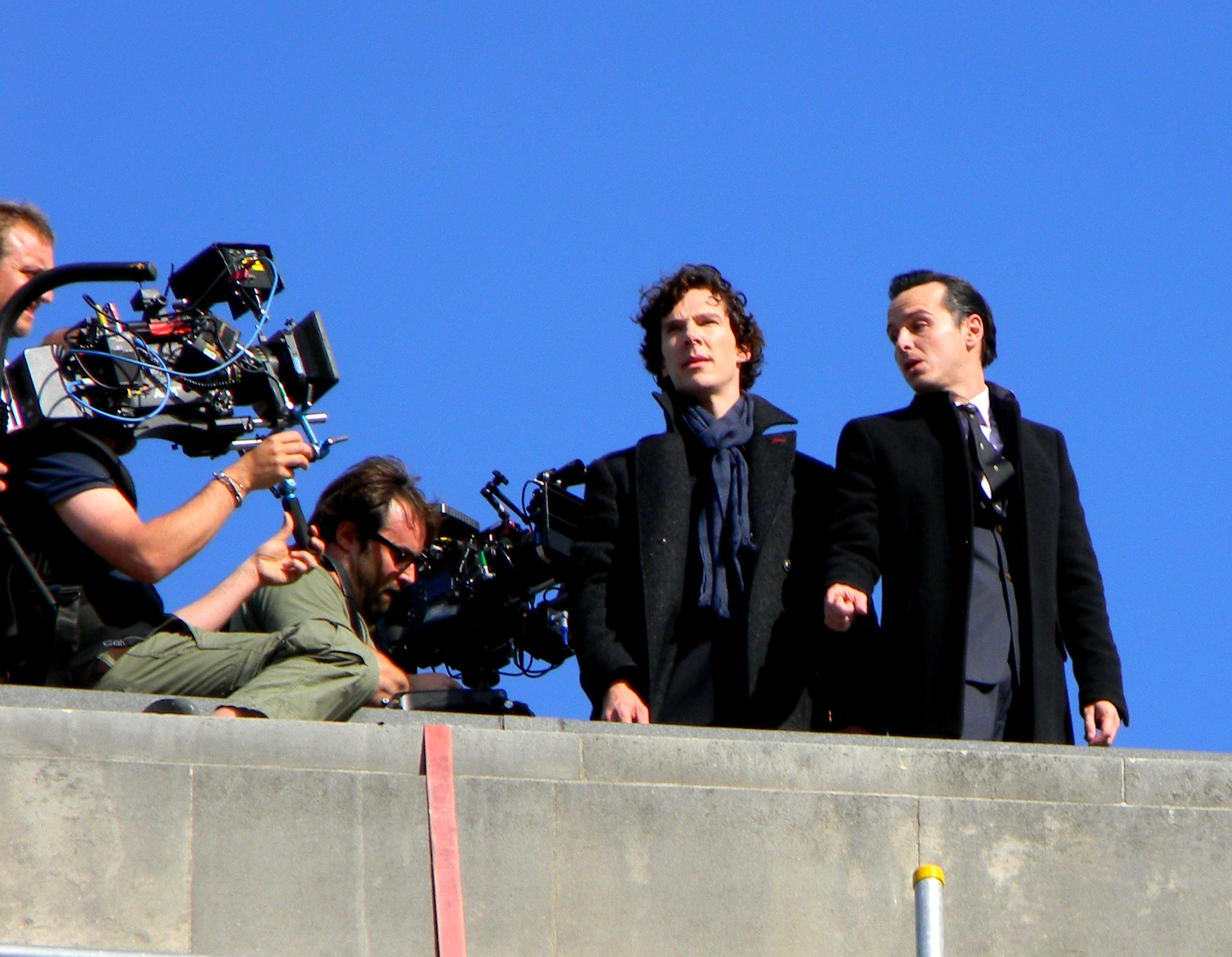
Benedict Cumberbatch (Holmes) e Andrew Scott (Moriarty) nas filmagens de The Reichenbach Fall.

Após as boas audiências que o primeiro episódio da série A Study in Pink teve, a BBC estava ansiosa por produzir mais episódios. A 10 de agosto de 2010, 2 dias após o final da primeira temporada, confirmou-se que Sherlock tinha sido renovada para uma segunda temporada. Na convenção Kapow! de 2011, Mark Gatiss confirmou quais seriam as histórias que seriam adaptadas e que os argumentistas da primeira temporada escreveriam um episódio cada um na segunda temporada. Gatiss reconheceu que A Scandal in Bohemia, The Hound of the Baskervilles e The Final Problem são algumas das histórias mais conhecidas de Sherlock Holmes. Ele explicou: "Sabíamos que depois do sucesso que tivemos da primeira vez que o mais natural seria adaptar três das histórias mais famosas". "Existe a questão de como vamos sair do suspense do final do episódio anterior e quais serão os temas das três histórias, onde queríamos chegar com e como será a relação entre Sherlock e John mais à frente. Não podemos voltar à cantiga do 'Tu não tens sentimentos', 'Não quero saber'. Temos de seguir para algum sítio e certificar-nos que as outras personagens também têm uma espécie de jornada". Paul McGuian realizou os dois primeiros episódios, A Scandal in Belgravia e The Hounds of Baskerville, e o realizador de Doctor Who, Toby Haynes, realizou o último, The Reichenbach Fall. Estava planejado transmitir a segunda temporada de três episódios de 90 minutos no final de 2011, mas tal foi adiado para o início de janeiro de 2012.
A Scandal in Belgravia, escrito por Steven Moffat e dirigido por Paul McGuigan, foi ao ar pela primeira vez no dia 1 de janeiro de 2012. Livremente baseado em A Scandal in Bohemia, o episódio narra a saga de Holmes para retomar fotos comprometedoras de um menor da Realeza Britânica localizadas na câmara do celular de Irene Adler (Lara Pulver), uma implacável e brilhante dominatrix que também negocia informações confidenciais extraídas de seus ricos e poderosos clientes.
Mark Gatiss escreveu The Hounds of Baskerville, que investiga as atividades estranhas numa base militar. Gatiss estava ciente de que The Hound of the Baskervilles, publicado em 1902, é um dos romances mais famosos de Sir Arthur Conan Doyle e, por isso, sentiu-se mais responsável por incluir elementos familiares da história no episódio do que nas restantes adaptações feitas na série. Russel Tovey faz o papel de Henry Knight, um homem que viu o pai ser desfeito por um cão gigante em Dartmoor vinte anos antes. Paul McGuigan foi o realizador e o episódio foi transmitido a 8 de janeiro de 2012.
A segunda temporada terminou com The Reichenbach Fall. Steve Thompson foi o argumentista e Toby Haynes, que já tinha trabalhado com Steven Moffat em vários dos seus episódios de Doctor Who, foi o realizador. O episódio foi transmitido a 15 de janeiro de 2012 e segue o plano de Moriarty para descredibilizar e matar Sherlock Holmes, terminando com o detetive a fingir o seu suicídio enquanto Watson o observa. Este último episódio baseia-se na história The Final Problem, na qual se presume que Sherlock e Moriarty morrem na sequência de uma queda nas cataratas de Reichenbach na Suíça. Steven Moffat acha que ele e o co-criador Mark Gatiss foram melhores do que Sir Arthur Conan Doyle na sua versão da queda de Holmes e disse ainda que havia "uma pista que ninguém apanhou" na muito falada sequência da queda de Holmes.
| N.º geral | N.º na temp. | Título                                               | Dirigido por  | Escrito por      | Exibição original                                  | Audiência (milhões)   |
| --- | ------------ | ---------------------------------------------------- | ------------- | ---------------- | -------------------------------------------------- | --------------------- |
| 4 | 1            | "A Scandal in Belgravia" "Um Escândalo em Belgravia" | Paul McGuigan | Steven Moffat    | 1 de janeiro de 2012 (RU) 6 de maio de 2012 (EUA)  | 10,66 (EUA) 3.2 (EUA) |
| A monarquia é ameaçada pelo surgimento de algumas fotografias comprometedoras. Sherlock é logo colocado no caso e descobre ligações entre o terrorismo internacional e a corrupção no governo britânico. Para evitar um escândalo real ele deve encontrar Irene Adler, uma mulher tão inteligente quanto ele. |              |                                                      |               |                  |                                                    |                       |
| 5 | 2            | "The Hounds of Baskerville" "Os Cães de Baskerville" | Paul McGuigan | Mark Gatiss      | 8 de janeiro de 2012 (RU) 13 dd maio de 2012 (EUA) | 10,27 (RU) N/A (EUA)  |
| Henry Knight afirma que seu pai foi morto por uma criatura monstruosa em Dartmoor, e pede a Sherlock para ajudá-lo. Quando ele e John Watson chegam para investigar, eles descobrem que uma base militar ultra-secreta pode estar ligado à morte.                                                             |              |                                                      |               |                  |                                                    |                       |
| 6 | 3            | "The Reichenbach Fall" "A Queda Reichenbach"         | Toby Haynes   | Stephen Thompson | 15 de janeiro de 2012 (RU) 20 maio de 2012 (EUA)   | 9,78 (RU) N/A (EUA)   |
| Moriarty dá início ao que pode ser o crime do século: invadir a Torre de Londres, o Banco da Inglaterra e a Prisão de Pentonville. Sherlock precisa encontrar seu maior inimigo e detê-lo, já que sua reputação e até a sua vida, estão sob ameaça.                                                           |              |                                                      |               |                  |                                                    |                       |

### 3.ª temporada (2014)
Depois do último episódio da segunda temporada, Steven Moffat e Mark Gatiss anunciaram no Twitter que a BBC tinha encomendado uma terceira temporada ao mesmo tempo da segunda e que uma parte da resolução de The Reichenbach Fall foi filmada durante a segunda temporada. As filmagens da terceira temporada deveriam ter começado em janeiro de 2013, mas devido às agendas preenchidas dos envolvidos, foram adiadas para março de 2013. Martin Freeman disse numa entrevista que as filmagens iriam começar no dia 18 de março. Mark Gatiss confirmou que vai escrever o primeiro episódio da terceira temporada e que este seria adaptado a partir da história The Adventure of the Empty House, na qual Conan Doyle revelou que Holmes tinha fingido a sua morte. Mark Gatiss diz que Watson vai reagir de forma bastante diferente da história original quando Holmes regressar. "Sempre achei muito pouco provável que a única reação do Watson fosse desmaiar em vez de, por exemplo, dizer uma boa dose de palavrões", disse Gatiss. Steven Moffat e Stephen Thompson vão voltar a escrever os restantes episódios.
Moffat espera abordar o facto de eventualmente Watson ir viver separado de Holmes, apesar de não ter a certeza se Watson irá se casar nesta adaptação. Steven Moffat também quer usar outros vilões e adversários das histórias de Sir Arthur Conan Doyle. Sem revelar se Moriarty fingiu ou não a sua própria morte no final da segunda temporada, Steven Moffat deixou a sugestão de que Moriarty não irá ter um grande papel no futuro de Sherlock.
Steven Moffat e Mark Gatiss anunciaram três palavras que estão relacionadas com o que irá acontecer na terceira temporada: "ratazana, casamento e laço". Em agosto de 2012, no Edinburgh International Television Festival, Steven Moffat disse que estas palavras "podem ser enganadoras, não são títulos e são apenas uma amostra ou talvez pistas, mas podem ter sido anunciadas para vos levar a pensar que são pistas". Os títulos dos primeiros dois episódios já foram revelados: The Empty Hearse, escrito por Mark Gatiss e The Sign of Three, escrito por Stephen Thompson.
A agenda de Benedict Cumberbatch e de Martin Freeman obrigou a que o último episódio fosse filmado algumas semanas após a filmagem dos dois primeiros episódios.
Um mini-episódio, Many Happy Returns, prequela da terceira temporada, foi transmitido no Reino Unido em 25 de dezembro de 2013 pela BBC One.
O primeiro episódio da terceira temporada, The Empty Hearse, foi transmitido em 1 de janeiro, o segundo, The Sign of Three, em 5 de janeiro e o terceiro episódio, His Last Vow, foi transmitido em 12 de janeiro de 2014.
| N.º geral | N.º na temp. | Título                                 | Dirigido por    | Escrito por                                   | Exibição original                                       | Audiência (milhões)  |
| --- | ------------ | -------------------------------------- | --------------- | --------------------------------------------- | ------------------------------------------------------- | -------------------- |
| – | –            | "Many Happy Returns"                   | Jeremy Lovering | Mark Gatiss e Steven Moffat                   | 24 de dezembro de 2013                                  | N/A                  |
| Uma série de crimes aparentemente desconexos, estendendo-se do Tibet, Índia e Alemanha. Sherlock Holmes desapareceu há dois anos. Mas alguém não está muito convencido de que ele está morto... |              |                                        |                 |                                               |                                                         |                      |
| 7 | 1            | "The Empty Hearse" "O Caixão Vazio"    | Jeremy Lovering | Mark Gatiss                                   | 1 de janeiro de 2014 (RU) 19 de janeiro de 2014 (EUA)   | 12,72 (RU) 4.0 (EUA) |
| Dois anos após os eventos devastadores de “The Reichenbach Fall”, John aparentemente parece ter seguido em frente com sua vida. Novos horizontes e um romance se iniciam. No entanto, com Londres sob a ameaça de um ataque terrorista devastador, Sherlock será capaz de cobrar a palavra de John, encenando sua ressurreição com toda a teatralidade que lhe é tão natural. No entanto, se Sherlock acredita que tudo estará como ele deixou quando partiu, ele terá uma grande surpresa. |              |                                        |                 |                                               |                                                         |                      |
| 8 | 2            | "The Sign of Three" "O Sinal dos Três" | Colm McCarthy   | Stephen Thompson, Steven Moffat & Mark Gatiss | 5 janeiro de 2014 (RU) 26 de janeiro de 2014 (EUA)      | 11,38 (RU) 2.9 (EUA) |
| Sherlock precisa enfrentar o maior desafio de todos - discursar como o padrinho no dia do casamento de Watson! Mas nada é o que parece, já que um perigo mortal surge na recepção e pode fazer com que alguém não chegue vivo até a primeira dança do novo casal. Cabe a Sherlock agradecer as damas de honra, resolver o caso e parar o assassino. |              |                                        |                 |                                               |                                                         |                      |
| 9 | 3            | "His Last Vow" "Seu Último Voto"       | Nick Hurran     | Steven Moffat                                 | 12 de janeiro de 2014 (RU) 2 de fevereiro de 2014 (EUA) | 11,38 (RU) 3.0 (EUA) |
| Um caso de cartas roubadas leva Sherlock Holmes para um longo conflito com Charles Augustus Magnussen, o Napoleão das chantagens, e o único homem que o detetive realmente odeia. No entanto, como atacar um inimigo que conhece as fraquezas de todas as pessoas importantes do mundo ocidental? |              |                                        |                 |                                               |                                                         |                      |

### Especial (2016)
| N.º geral | Título                                      | Dirigido por      | Escrito por                 | Exibição original    | Audiência (milhões)  |
| --------- | ------------------------------------------- | ----------------- | --------------------------- | -------------------- | -------------------- |
| 10        | "The Abominable Bride" "A Noiva Abominável" | Douglas Mackinnon | Mark Gatiss e Steven Moffat | 1 de janeiro de 2016 | 11,64 (RU) 3.4 (EUA) |

### 4.ª temporada (2017)
Moffat confirmou em janeiro de 2014 que gostaria de voltar à Sherlock para uma quarta temporada. A quarta temporada de três episódios foi filmada em abril de 2016 para um ser lançada em 2017 em 2017. Benedict Cumberbatch  começou a filmar imediatamente após a conclusão de Doutor Estranho.  O primeiro episódio da temporada foi escrito por Gatiss; os outros dois foram escrito por Moffat e ambos Gatiss e Moffat, marcando a primeira temporada sem o envolvimento de Stephen Thompson. No dia 6 de dezembro, a BBC anunciou que Sherlock voltaria a ser exibida no dia 1.º de janeiro de 2017 no Reino Unido, com o episódio intitulado "The Six Thatchers".
| N.º geral | N.º na temp. | Título                                       | Dirigido por   | Escrito por                 | Exibição original     | Audiência (milhões)  |
| --- | ------------ | -------------------------------------------- | -------------- | --------------------------- | --------------------- | -------------------- |
| 11 | 1            | "The Six Thatchers" "As Seis Thatchers"      | Rachel Talalay | Mark Gatiss                 | 1 de janeiro de 2017  | 11,33 (RU) 3.7 (EUA) |
| Um caso misterioso em especial confunde a Scotland Yard - mas Sherlock está mais interessado em um detalhe aparentemente-trivial. Por que alguém está destruindo imagens da falecida primeira-ministra Margaret Thatcher? Existe um louco à solta? Ou há uma finalidade muito mais escura no trabalho? Algo com suas raízes profundas no passado de Mary Watson... |              |                                              |                |                             |                       |                      |
| 12 | 2            | "The Lying Detective" "O Detetive Mentiroso" | Nick Hurran    | Steven Moffat               | 8 de janeiro de 2017  | 9,53 (RU) ASA (EUA)  |
| Sherlock enfrenta talvez o inimigo mais arrepiante de sua longa carreira: o poderoso e aparentemente inexpugnável Culverton Smith - um homem com um segredo muito escuro de fato. |              |                                              |                |                             |                       |                      |
| 13 | 3            | "The Final Problem" "O Problema Final"       | Benjamin Caron | Mark Gatiss e Steven Moffat | 15 de janeiro de 2017 | 9,06 (RU) ASA (EUA)  |
| Holmes e Watson viajam para a Europa para escapar da vingança de Moriarty. |              |                                              |                |                             |                       |                      |